# Цветен заряд
Цветен заряд е свойство на кварките и глуоните, което е свързано със силното ядрено взаимодействие на частиците в теорията на квантовата хромодинамика.
„Цветният заряд“ на кварките и глуоните съвсем не е свързан с ежедневното значение на цвета. Терминът цвят и обозначенията червен, зелен и син стават популярни, поради свободната аналогия с основните цветове.
Частиците имат съответстващи античастици. Частица с червен, зелен или син заряд има съответстваща античастица, чийто цветен заряд трябва да е противоположния цвят на червено, зелено или синьо съответно, за да може цветният заряд да се запази в създаването на двойката частица-античастица и тяхната анихилация. Физиците ги наричат античервени, антизелени и антисини. Трите цвята, смесени заедно, или кой да е от цветовете и неговия допълнителен цвят са „безцветни“ или „бели“ и има цветен заряд равен на нула. Свободните частици имат цветен заряд равен на нула: барионите са съставени от три кварка, но индивидуалните кварки имат червен, зелен или син заряд, или противоположни; мезоните са съставени от кварк и антикварк, кваркът може да е всякакъв цвят, а антикваркът противоположния му. Този цветен заряд се различава от електромагнитния заряд, тъй като електромагнитните заряди имат само един вид стойност. Положителния и отрицателния електрически заряд са един и същ вид и се различават единствено по знак.
Малко след като съществуването на кварките е предположено през 1964 г., Оскар У. Грийнбърг въвежда понятието за цветен заряд, за да обясни как кварките съществуват съвместно в някои адрони в иначе идентични квантови състояния, без да нарушават принципа на Паули. Теорията на квантовата хромодинамика се развива от 1970-те години и представлява важна част от Стандартния модел на физиката на частиците.

## Червено, зелено и синьо
В квантовата хромодинамика, цветът на кварка може да приеме една от три стойности или заряда: червен, зелен или син. Антикварк може да приеме един от трите антицвята, наречени античервен, антизелен и антисин. Глуоните са смес от два цвята, като например червено и антизелено, които представляват техния цветен заряд. Квантовата хромодинамика предполага осем уникални глуона от възможни девет комбинации цвят-антицвят.
Следното илюстрира константите на взаимодействие за частици с цветен заряд:
- Кварковите цветове (червен, зелен, син) се комбинират в безцветен.
- Кварковите антицветове (античервен, антизелен, антисин) се комбинират също в безцветен.

- Адрон с три кварка (червен, зелен, син) преди смяна на цвета.
- Синият кварк изпуска син-антизелен глуон.
- Зеленият кварк приема синия-антизелен глуон и става син, цветът се запазва.
- Анимация на взаимодействието в неутрон. Глуоните са представени като окръжности с цветен заряд в центъра и анти-цветен заряд отвън.

### Линии на полето от цветен заряд
Аналогично с електричното поле и електричните заряди, голямата сила, действаща между цветните заряди, може да бъде изобразена, използвайки линии на полето. Все пак, цветните линии на полето не сочат чак толкова от един заряд към друг, защото те се държат здраво от глуони. Този ефект ограничава кварките в адроните.

## Константа на взаимодействие и заряд
В квантовата теория на полето, константа на взаимодействие и заряд са различни но свързани понятия. Константата на взаимодействие уточнява големината на силата на взаимодействие, например в квантовата електродинамика, константата на тънката структура е константа на взаимодействие. Зарядът в калибровъчната теория е свързан с начина, по който частиците се трансформират под калибровъчна симетрия, т.е. неговото представяне в калибровъчна група. Например, електронът има заряд -1, а позитронът има заряд +1, което ще рече, че калибровъчната трансформация има обратен ефект върху тях в известен смисъл. По-конкретно, ако локална калибровъчна трансформация ϕ(x) се приложи в електродинамиката, тогава се получава, че:
{\displaystyle A_{\mu }\to A_{\mu }+\partial _{\mu }\phi (x)}, {\displaystyle \psi \to \exp[+iQ\phi (x)]\psi } и {\displaystyle {\overline {\psi }}\to \exp[-iQ\phi (x)]{\overline {\psi }}}
където {\displaystyle A_{\mu }} е фотонното поле, а ψ е електронното поле с Q = −1 (чертичка над ψ обозначава античастицата му – позитрон).